# Louise Little (Cricketspielerin)
Louise Little (* 16. Mai 2003 in Dublin, Irland) ist eine irische Cricketspielerin, die seit 2017 für die irische Nationalmannschaft spielt.

## Kindheit und Ausbildung
Ihre Geschwister Hannah Little und Josh Little spielen ebenfalls Cricket für Irland.

## Aktive Karriere
Kurz vor ihrem 14. Geburtstag gab sie bei einem Vier-Nationen-Turnier in Südafrika ihr Debüt im WODI-Cricket. Im Mai 2019 gab sie gegen die West Indies ihr Debüt im WTwenty20-Cricket. Sie erhielt immer wieder einzelne Einsätze, konnte jedoch zunächst kaum herausragen. Auch wurde sie für den ICC Women’s T20 World Cup 2023 nominiert.